# Le Tronquay (Calvados)
Le Tronquay és un municipi francès situat al departament de Calvados i a la regió de Normandia. L'any 2007 tenia 740 habitants.

## Demografia

### Població
El 2007 la població de fet de Le Tronquay era de 740 persones. Hi havia 275 famílies de les quals 54 eren unipersonals (27 homes vivint sols i 27 dones vivint soles), 79 parelles sense fills, 118 parelles amb fills i 24 famílies monoparentals amb fills.
La població ha evolucionat segons el següent gràfic:
Habitants censats

### Habitatges
El 2007 hi havia 313 habitatges, 280 eren l'habitatge principal de la família, 27 eren segones residències i 6 estaven desocupats. 311 eren cases i 1 era un apartament. Dels 280 habitatges principals, 245 estaven ocupats pels seus propietaris, 30 estaven llogats i ocupats pels llogaters i 4 estaven cedits a títol gratuït; 14 tenien dues cambres, 31 en tenien tres, 76 en tenien quatre i 159 en tenien cinc o més. 200 habitatges disposaven pel capbaix d'una plaça de pàrquing. A 109 habitatges hi havia un automòbil i a 157 n'hi havia dos o més.

### Piràmide de població
La piràmide de població per edats i sexe el 2009 era:
| Homes | Edats   | Dones |
| ----- | ------- | ----- |
| 0     | 95 o +  | 0     |
| 0     | 90 a 94 | 0     |
| 0     | 85 a 89 | 0     |
| 4     | 80 a 84 | 12    |
| 8     | 75 a 79 | 32    |
| 12    | 70 a 74 | 8     |
| 4     | 65 a 69 | 24    |
| 20    | 60 a 64 | 4     |
| 8     | 55 a 59 | 12    |
| 28    | 50 a 54 | 24    |
| 24    | 45 a 49 | 24    |
| 40    | 40 a 44 | 28    |
| 32    | 35 a 39 | 32    |
| 20    | 30 a 34 | 24    |
| 12    | 25 a 29 | 0     |
| 28    | 20 a 24 | 8     |
| 36    | 15 a 19 | 16    |
| 28    | 10 a 14 | 32    |
| 4     | 5 a 9   | 40    |
| 16    | 0 a 4   | 12    |

## Economia
El 2007 la població en edat de treballar era de 479 persones, 373 eren actives i 106 eren inactives. De les 373 persones actives 341 estaven ocupades (193 homes i 148 dones) i 32 estaven aturades (17 homes i 15 dones). De les 106 persones inactives 51 estaven jubilades, 32 estaven estudiant i 23 estaven classificades com a «altres inactius».

### Ingressos
El 2009 a Le Tronquay hi havia 294 unitats fiscals que integraven 795,5 persones, la mediana anual d'ingressos fiscals per persona era de 16.721 €.

### Activitats econòmiques
Dels 28 establiments que hi havia el 2007, 1 era d'una empresa alimentària, 5 d'empreses de fabricació d'altres productes industrials, 6 d'empreses de construcció, 3 d'empreses de comerç i reparació d'automòbils, 2 d'empreses de transport, 3 d'empreses d'hostatgeria i restauració, 1 d'una empresa immobiliària, 3 d'empreses de serveis, 2 d'entitats de l'administració pública i 2 d'empreses classificades com a «altres activitats de serveis».
Dels 10 establiments de servei als particulars que hi havia el 2009, 1 era un taller de reparació d'automòbils i de material agrícola, 1 paleta, 2 guixaires pintors, 1 fusteria, 2 lampisteries, 1 perruqueria, 1 agència de treball temporal i 1 restaurant.
Dels 2 establiments comercials que hi havia el 2009, 1 era una botiga de menys de 120 m² i 1 una fleca.
L'any 2000 a Le Tronquay hi havia 27 explotacions agrícoles que ocupaven un total de 754 hectàrees.

## Equipaments sanitaris i escolars
El 2009 hi havia una escola elemental.

## Poblacions més properes
El següent diagrama mostra les poblacions més properes.